# Yeogogoedam
Yeogogoedam è un film del 1998 co-scritto e diretto da Park Ki-hyung. Meglio noto con il titolo in inglese Whispering Corridors, è il primo capitolo della serie Yeogogoedam. È inedito in Italia.

## Trama
In una scuola superiore femminile della Corea del Sud, la Jookran High School for Girls, un'insegnante, la signora Park, famosa per il suo sadico metodo di insegnamento, chiama la sua nuova collega insegnante ed ex studente Hur Eun-young, dicendole che "Jin-ju è morta, ma frequenta ancora la scuola". Pochi istanti dopo, viene strangolata con un cappio da una figura sconosciuta. Il suo corpo viene scoperto da tre studenti: la talentuosa e superstiziosa Lim Ji-oh, la timida Yoon Jae-yi e la cupa Kim Jung-sook. L'insegnante chiamato a sostituire la professoressa morta è il crudele e violento signor Oh, famoso perché gli piace dare punizioni corporali ai suoi studenti. Inoltre, molesta spesso la studentessa migliore della classe, Park So-young.
La morte della signora Park lascia sconvolta Ji-oh, che disegna un suo dipinto. Il signor Oh la scopre e la punisce con i suoi metodi. Vedendo Ji-oh scoraggiata, Jae-yi, molto brava nel disegno e nella pittura, accetta di insegnarle a dipingere, trovando l'aula perfetta nel ripostiglio della scuola, che si dice sia infestato. Ji-oh scopre che So-young si rifugia lì per fumare.
Un giorno, Eun-young inizia a sospettare che Ji-oh possa essere un fantasma, siccome porta con sé dei campanelli che Jin-ju, la sua migliore amica del liceo, le aveva regalato. Ji-oh, arrabbiata, le dice che le sono stati dati da Jae-yi. Una notte, il signor Oh viene terrorizzato da Jin-ju, che, infine, lo pugnala a morte. La notte successiva, Ji-oh incontra Jung-sook e So-young mentre litigano, litigio che si conclude quando So-young se ne va. Quella sera stessa, Jung-sook si suicida in un modo simile al modo in cui è morta la signora Park, ovvero si impicca con un cappio.
So-young rivela in lacrime ad Eun-young che era un'amica di Jung-sook, ma siccome gli insegnanti hanno iniziato a confrontarle, il loro rapporto si è inasprito. Mentre dipinge, Ji-oh scopre due busti creati da Eun-young sulle fattezze del signor Oh e di Jin-ju. Un flashback mostra come Jin-ju sia realmente morta. La ragazza, mentre si trovava nel magazzino, inciampò e, per non cadere, cercò di aggrapparsi a qualsiasi cosa. Non ci riuscì e cadde, facendo cadere degli utensili per la pittura, compresi i coltelli da scultura, che le finirono addosso e la uccisero.
Eun-young scopre dagli annuari che Jin-ju è tornata dalla morte, infatti da molti anni, ogni tre anni, la ragazza compare con nomi ogni volta diversi. In quel momento, sta impersonando Jae-yi. Eun-young si confronta con un Jin-ju/Jae-yi. Prima che Jin-ju possa ucciderla, sopraggiunge Ji-oh, che la supplica di porre fine ai suoi omicidi e di riposare in pace. Allora, Jin-ju rivela che tutto ciò che voleva era vivere una normale vita da liceale e avere qualcuno che potesse amarla senza paura come Eun-young non potrebbe mai. Jin-ju scompare dopo che Ji-oh ed Eun-young hanno promesso che non la dimenticheranno mai. Eun-young e Ji-oh, esauste, si siedono nella stanza. Il giorno successivo, Eun-young e Ji-oh notano che stanno venendo osservate da uno studente. Dopo che egli scopre di essere visto se ne va, ma mentre si gira, si scopre essere Jung-sook.

## Accoglienza
Costato 600.000 dollari e completato in 28 giorni, è uscito nelle sale il 30 maggio 1998. Ha avuto un ottimo successo, riuscendo a posizionarsi terzo nella classifica dei film di produzione coreana col maggiore incasso dell'anno.